# Lasioglossum sierramaestrensis
Lasioglossum sierramaestrensis är en biart som beskrevs av Genaro 2001. Lasioglossum sierramaestrensis ingår i släktet smalbin, och familjen vägbin. Inga underarter finns listade i Catalogue of Life.